# Enrico Bernardo
Pour les articles homonymes, voir Bernardo.
 (novembre 2019).
Si vous disposez d'ouvrages ou d'articles de référence ou si vous connaissez des sites web de qualité traitant du thème abordé ici, merci de compléter l'article en donnant les références utiles à sa vérifiabilité et en les liant à la section « Notes et références ».
Enrico Bernardo (né en 1976 à Limbiate, dans la province de Monza et de la Brianza, en Lombardie) est un sommelier italien élu « meilleur sommelier du monde 2004 ».

## Biographie
Enrico Bernardo entre à l'École hôtelière Carlo Porta de Milan (institution italienne) où il obtient son CAP puis un bac hôtelier. En 1993 âgé de 16 ans, il devient « meilleur jeune cuisinier d’Europe » en Sicile puis devient sommelier professionnel en 1995. Son professeur Giuseppe Vaccarini (meilleur sommelier du monde en 1978) lui transmet sa passion.
Il poursuit sa formation en sommellerie à Milan et réalise son stage à « La Poularde » à Montrond-les-Bains, dont le directeur est Éric Beaumard (vice-meilleur sommelier du monde en 1998).
En 1999, il devient chef sommelier du « Clos de la Violette » à Aix-en-Provence.
En 2000, il devient ensuite chef sommelier au restaurant « Le Cinq » de l'Hôtel George-V de Paris où il constitue une cave de 60 000 bouteilles (l'une des plus fournies de Paris).
En 2006, il quitte « le Cinq » pour ouvrir son propre restaurant, Il Vino, dans le 7e arrondissement de Paris, avec 1 500 références de vins. Pour chaque choix de vin, un mets original est proposé par le chef. Un restaurant se veut au service du vin : la cuisine, les équipes, la décoration et l’art de la table. Il Vino obtient, dès la première année de son ouverture, une étoile au Guide Michelin. Un deuxième Il Vino voit le jour fin 2007 dans la station de ski de Courchevel.
En 2012, la Boutique Champagne&Vins, ouvre dans le quartier de Saint Germain des Prés à Paris, dédiée au Champagne et aux vins.
En février 2013, Enrico Bernardo ouvre un troisième restaurant : Goust, situé au premier étage d’un hôtel particulier Napoléon III et au sein d’un Centre d’Art et de Danse Elephant Paname. Avec Goust, il fait passer le client de l’autre côté du miroir. Il décide de son plat, mais le sommelier de son vin, et s’offre ainsi le plaisir de la découverte.
Enrico Bernardo contribue aussi, avec l'association de la sommellerie internationale et l'Associazione Sommellerie professionale Italiana (ASPI) à renforcer le rôle du sommelier, la culture du vin et à aider les plus jeunes en partageant sa passion.

## Établissements
- Restaurant gastronomique « Il Vino » au 13 Boulevard de la Tour-Maubourg dans le 7e arrondissement de Paris.
- Restaurant « Il Vino » à Courchevel.
- Restaurant gastronomique « Goust » au 10 rue Volney dans le 2e arrondissement de Paris.
- Boutique « Champagne&Vins » au 3 rue Saint-Sulpice dans le 6e arrondissement de Paris.

## Palmarès
- 1993 - Meilleur jeune cuisinier d’Europe
- 1995 - Prix Master of Port d'Italie
- 1996 et 1997 - Meilleur sommelier de Lombardie
- 1996 et 1997 - Meilleur sommelier d’Italie
- 2002 - Meilleur sommelier d'Europe (Trophée Ruinart)
- 2004 - Meilleur sommelier du monde

## Publications
- 2005 : Savoir goûter le vin - Édition Plon.
- 2007 : Mes vins de Méditerranée, Édition Plon.
- 2011 : Que boire avec … ?, Édition Le Figaro.
- 2011 : Savoir marier le vin, Édition Plon.
- 2012 : Le Vin tout simplement, Édition Ludlow Street / Pacôme Vexlard.
- 2021 : La sagesse du vin, Éditions Flammarion.